# Nicola-Frank Vachon
Nicola-Frank Vachon est un acteur et photographe québécois.

## Filmographie

### Cinéma
- 2012 : Ésimésac de Luc Picard : Ésimésac Gélinas
- 2021 : L'Arracheuse de temps de Francis Leclerc : le pianiste ragtime

### Télévision
- 2015 - 2016 : Unité 9 : Marco Biron
- 2016 : Catastrophe : Serge
- 2016 : Marche à l'ombre : père de Rachel

## Théâtre
Au théâtre, il se produit presque exclusivement sur scène à Québec. Voici la liste des rôles et des productions dans lesquelles il s'est produit depuis sa graduation.
- 2005 : Sainte Jeanne de George Bernard Shaw, m.e.s. Gill Champagne, Théâtre du Trident : Bertrand de Poulengy, La Hire
- 2006 : Lucy (texte collectif), m.e.s. Jean-Philippe Joubert, Les Nuages en Pantalons (Périscope) : Jim
- 2006 : Aux hommes de bonne volonté de Jean-François Caron, m.e.s. Gill Champagne, Théâtre du Trident : Juliot
- 2007 : Matroni et moi d’Alexis Martin, m.e.s. Patric Saucier, Théâtre de la Bordée : Bob
- 2007 : Tartuffe de Molière, m.e.s. Marc Alain Robitaille, Théâtre du Trident : Damis
- 2007 : Hôtel des deux mondes d’Éric-Emmanuel Schmitt, m.e.s. Vincent Champoux, Théâtre du Carré Magique : Julien
- 2007 : Phèdre de Jean Racine, m.e.s. Martin Genest, Théâtre de la Bordée : Hippolyte
- 2008 : Tableau d'une exécution de Howard Barker, m.e.s. Gill Champagne, Théâtre du Trident : Carpetta
- 2008 : Le Magicien prodigieux d’après Calderon de la Barca, m.e.s. Philippe Soldevilla, Théâtre Sortie de secours : Floro
- 2008 : Corps et âme, m.e.s. Véronika Makdissi-Warren, Théâtre Niveau Parking (Périscope) : Marc, le psy et Ed
- 2008 : Quand le sage pointe la lune, le fou regarde le doigt (théâtre clownesque, création collective), m.e.s. Marc Doré, Théâtre Soucide Collectif (Périscope) : auteur, comédien et conception sonore
- 2009 : Macbett d’Eugène Ionesco, m.e.s. Diego Aramburo, Théâtre du Trident : Macbett
- 2009 : Monolake (texte collectif), m.e.s. Jean-François Lessard, Théâtre Coda (Périscope) : Nathan
- 2009 : Le Menteur de Pierre Corneille, m.e.s. Jacques Leblanc, Théâtre de la Bordée : Dorante
- 2010 : Charbonneau et le Chef, m.e.s. Jean-Philippe Joubert, Théâtre du Trident : Rainville
- 2010 : Insomnie de Daniel Brooks, m.e.s. Michel Nadeau, Théâtre Niveau Parking (Pérsicope) : John F.
- 2011 : "Un sofa dans le jardin", m.e.s. Michel Nadeau, Théâtre Niveau Parking et Théâtre de la Bordée : Paul-André Baribeau
- 2012 : "Le misanthrope", m.e.s. Jacques Leblanc, Théâtre de la Bordée : Clitandre
- 2013 : Frankenstein (pièce de théâtre, 2013), m.e.s Jean Leclerc, Théâtre du Trident : Rab
- 2014 : Faire l'amour, m.e.s. Véronique Côté, Théâtre Bienvenue aux dames (Périscope)
- 2014 : Détour de chant, m.e.s. Jean-Sébastien Ouelette, Campe compagnie de création
- 2016 : Les Bons Débarras, m.e.s. Frédéric Dubois, Théâtre du Trident

En 2006, il fonde avec deux collègues sa propre compagnie de création théâtrale, le Soucide Collectif. Leur première production, Quand le sage pointe la lune, le fou regarde le doigt, a un succès retentissant. La pièce est d'abord jouée à Premier Acte en 2006, puis reprise en 2008 au Théâtre Périscope.

## Prix et nominations
- 2008 : nomination pour le Prix Janine-Angers au Prix d'excellence des Arts et de la Culture (pour performance dans Matroni et moi d’Alexis Martin au Théâtre de la Bordée)
- 2007 : premier prix du concours de photographie Les Rues de Québec organisé par la Ville de Québec.

## Divers
Nicola-Frank est l'auteur de la vidéo Concerto pour webcam sur YouTube, qui est en fait un extrait du spectacle qu'il a produit avec sa compagnie théâtrale le Soucide Collectif (Quand le sage pointe la lune, le fou regarde le doigt). À l'origine, le vidéo avait été mis en ligne afin de promouvoir le spectacle. Celui-ci fut retiré des ondes rapidement. Malgré cela, le vidéo a refait surface sur Youtube quelque temps plus tard. Ce dernier a depuis récolté des centaines de milliers de vues.